# Teety Tezano
Teety Tezano, de son vrai nom Nanfack Ndengue Tezano Martine, née le 18 février 1989 à Yaoundé, est une chanteuse, auteur-compositeur-interprète camerounaise de musique afroJazz, Soul et RnB. Elle commence sa carrière en 2006 dans le trio féminin Kit Kat Girls avec lequel elle remporte en 2008, le prix de la meilleure découverte du hip-hop camerounais au festival Couleurs Urbaines. Elle quitte le groupe en 2012 pour se lancer dans une carrière solo et compte aujourd'hui plusieurs singles. 
Elle est depuis juin 2018, signée sous le label Sony Music entertainment Côte d'Ivoire.   
Teety Tezano est également membre du collectif Hip Hop Developpé qu'elle forme avec Lady B, Danielle Eog, Adango Salicia et Sadrak. 

## Biographie
Née à Yaoundé, dans la région du centre Teety Tezano est originaire des [Menoua (Cameroun)|Menoua] dans la région de l'Ouest Cameroun. Elle est la cinquième enfant dans une fratrie de 7 enfants. Elle est la fille du célèbre chanteur camerounais de Rumba et Soukouss, Johnny Tezano, légende des années 80 et 90,.
Teety Tezano commence sa carrière dans la musique en 2006 en tant que chanteuse principale du groupe Kit Kat Girls qu'elle forme avec deux autres chanteuses, Sonia et Erna. Leur premier single intitulé Super girl, sorti en 2006 est un hit. En 2008, lors de l'édition 2008 du festival annuel Couleurs Urbaines, Teety Tezano reçoit le prix de la meilleure découverte hip-hop camerounais de l'année. Durant cette première phase de sa carrière, Teety présente également de nombreuses collaborations avec des artistes de renomm tels que Krotal, le chanteur de Reggae Sultan Oshiminh, le groupe Macase et un rappeur américain dénommé J. Kad. 
Elle intègre le collectif Hip Hop Développé à sa création en 2011 et se produit sur des nombreuses scènes nationales et internationales aux côtés des autres membres du collectif dont Danielle Eog avec qui elle réalise le single Hold on sister. 
Après quelques années de silence, elle revient en 2015, avec le single So in love, une ballade Soul qui connait un certain succès. Il s'ensuit des tournées avec le collectif Hip Hop Développé, donc des spectacles aux éditions 2015, 2016, et 2017 du marché des arts du spectacle africain (MASA). Elle représentera le Cameroun cette année encore à l'édition 2018 qui se tient du 10 au 17 mars à Abidjan. 
Portée par cette famille musicale, Teety propose en parallèle plusieurs singles dont Unstoppable, produit en collaboration avec le producteur Djess Panébo. Cette chanson sera l’hymne officiel de l'opérateur de télécommunications MTN Cameroon de 2012 à 2013. 
Elle a annoncé en 2017, la sortie prochaine de son album Tough and Tender. Elle enchaine les collaborations dont une avec Baba Maal et une free session avec l’artiste anglaise Joss Stone dans le cadre de sa tournée mondiale dénommée Total World tour. Elle dévoile progressivement son premier album dont le premier titre So in love, est sorti en 2015 et le second single afropop intitulé Swagga, est sorti en mars 2017.
En Juin 2018, elle rejoint la branche ivoirienne du label discographique Sony Music Entertainment et sort en Septembre 2018 un nouveau single intitulé Moni Money,.

## Discographie
- 2006 : Super Girl
- 2012: Unstoppable
- 2015 : So in Love
- 2016: Hold On Sister feat Danielle Eog
- 2017: Swagga
- 2018 : Moni Money
- 2022: Matter